# Светислав Глишович
Светислав Глишович (сербохорв. Svetislav Glišović, нар. 17 вересня 1913, Белград — пом. 10 березня 1988, Уассель) — югославський футболіст, що грав на позиції нападника. По завершенні ігрової кар'єри — футбольний тренер.
Виступав, зокрема, за клуб БСК, а також національну збірну Югославії.
П'ятиразовий чемпіон Югославії (як гравець). Чемпіон США і володар Кубка Греції (як тренер). 

## Клубна кар'єра
У дорослому футболі дебютував 1930 року виступами за команду клубу БСК, в якій провів десять сезонів. У складі БСК був одним з головних бомбардирів команди. За цей час п'ять разів виборював титул чемпіона Югославії, ставав найкращим бомбардиром чемпіонату у 1940 році. .
Завершив професійну ігрову кар'єру у клубі «Стад Франсе», за команду якого виступав протягом 1946—1947 років.

## Виступи за збірну
1932 року дебютував в офіційних матчах у складі національної збірної Югославії. Протягом кар'єри у національній команді, яка тривала 9 років, провів у формі головної команди країни 21 матч, забивши 9 голів.
У складі збірної двічі ставав переможцем Балканського кубку. Під час турніру в Афінах 1934-35 югослави в першому матчі змагань програли Греції (1:2), але завдяки перемогам над Болгарією (4:3) і Румунією (4:0) зуміли вийти на перше місце у підсумковій таблиці. Глишович зіграв якраз проти греків, а у двох інших поєдинках не виходив на поле. Другу поспіль перемогу у змаганнях югославська збірна здобула 1935 році у Софії. У перших матчах команда впевнено здолала Румунію (2:0) і Грецію (6:1). У останній вирішальній грі проти господарів болгарів Югославія зіграла внічию 3:3 і випередила суперника у підсумковій таблиці завдяки кращій різниці м'ячів. Цього разу Светислав зіграв в усіх матчах змагань і відзначився голом у ворота Греції. 

## Кар'єра тренера
Розпочав тренерську кар'єру очоливши тренерський штаб збірної Сербії.
Надалі очолював команди клубів «Црвена Звезда», «Панатінаїкос», «Грассгоппер» та «Аріс». 
У 1961–1963 тренував американський клуб «Юкрейніан Нешнлс», що був створений українським спортивним осередком «Тризуб» у Філадельфії. З цією командою Глишович здобував перемоги в Американській футбольній лізі та Кубку Виклику.
Останнім місцем тренерської роботи був клуб «Аріс», головним тренером команди якого Светислав Глишович був до 1967 року.
Помер 10 березня 1988 року на 75-му році життя у місті Уассель.

## Титули і досягнення

### Як гравця
- Чемпіон Югославії: 1930-31, 1932-1933, 1934-1935, 1935-1936, 1938-1939
- Срібний призер чемпіонату Югославії: 1937-38, 1939-40
- Найкращий бомбардир чемпіонату Югославії: 1939-40
- Переможець Балканського кубку: 1934-35, 1935

### Як тренера
- Володар Кубка Греції (1):

«Панатінаїкос»:  1954-55
- Чемпіон Американської ліги (2):

«Юкрейніан Нейшнелс»: 1961-62, 1962-63
- Володар Кубку Виклику (1):

«Юкрейніан Нейшнелс»: 1963